# Vedoucí producent
Vedoucí producent (anglicky executive producer, zkráceně EP, někdy též chybně výkonný producent) je osoba, která stojí v mediální produkci v jedné z vrcholných pozic. Přesná činnost se liší na základě typu média, ale obvykle se vedoucí producent stará o financování celého projektu.

## Film
V kinematografii je vedoucí producent osobou, která zajišťuje rozpočet filmu, oslovuje investory, řídí účetnictví, řeší právní stránky celého projektu, podílí se na marketingu a má poradenskou a supervizorskou úlohu. Jeho případné další zapojení do kreativního procesu či každodenní práce se liší podle projektu či osoby producenta.
V americkém filmovém průmyslu se v průběhu času zvýšil počet vedoucích producentů uváděných v titulcích filmů. Ve druhé polovině 90. let 20. století připadali na jeden snímek v průměru necelí dva vedoucí producenti. V roce 2000 se jejich počet vyšplhal na 2,5, což již bylo více než běžných filmových producentů. Roku 2013 připadali na jeden film v průměru 4,4 vedoucí producenti. Jedním z důvodů tohoto nárůstu je snaha o rozložení rizika, ať už kvůli rostoucím nákladům na výrobu filmů s vyšším rozpočtem, které často vznikají díky spolupráci více filmových studií, nebo naopak kvůli potřebě přilákat více menších investorů pro nezávislé filmy s nižším rozpočtem.

## Televize
V televizi se označení vedoucího producenta často vztahuje na osoby, které se podílejí na výrobě televizních pořadů. Vedoucí producent obvykle dohlíží na kreativní obsah a s producenty a jejich týmem plánuje natáčení; může však být zapojen i do finanční stránky produkce. Někteří scenáristé jsou tvůrci vlastních televizních pořadů a zároveň na nich pracují jako vedoucí producenti. Touto funkcí jsou ale zároveň označovány i osoby, které, podobně jako v kinematografii, do výroby přímo zapojeny nejsou, například vlastníci autorských práv či vlastníci produkčních společností, které pořad vyrábí.
Pokud na televizním pořadu pracuje více vedoucích producentů, jeden z nich, zvaný showrunner, je hlavní a je odpovědný za každodenní práci a kreativní vedení pořadu.

## Hudba
V hudbě vedoucí producent financuje nahrávání hudebního alba a je zodpovědný za jeho úspěch. Na rozdíl od producenta dané nahrávky většinou vedoucí producent není ve studiu při nahrávání. Jeho práci často zastupuje vydavatel dané nahrávky.